# Enrico Gualtieri
Enrico Gualtieri (Modena, 21 febbraio 1975) è un ingegnere italiano. Attualmente è il direttore tecnico della Power Unit della Scuderia Ferrari di Formula 1.

## Biografia
Si laurea nel 2000 in Ingegneria Meccanica presso l'Università di Modena e Reggio Emilia. Si unisce alla Ferrari per lavorare alla propria tesi e dopo la laurea è stato assunto come specialista di simulazione all'interno del team.
Nel 2003 si specializza nella simulazione fluidodinamica dei motori, assumendo progressivamente sempre più responsabilità nel reparto fluidodinamica e combustione motori, occupandosi prima di ricerca e poi di progettazione dal 2008 in poi. Nel 2010 è diventato responsabile dell'affidabilità motori, per poi occuparsi dell'affidabilità della prima Power Unit dell'era ibrida della Formula 1 nel 2014.
Nel luglio 2014 diventa capo del reparto Progettazione e Sviluppo Motori, ruolo che ha ricoperto fino al 2017, quando è diventato Responsabile della Gestione Progetti Power Unit. Nel 2019, a seguito della ristrutturazione del reparto tecnico, è stato nominato capo dell'area Power Unit. Nel 2023 viene confermato direttore tecnico della Power Unit.